# Stema municipiului Râmnicu Vâlcea

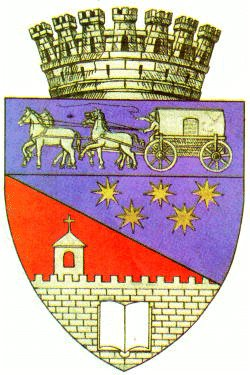
Stema municipiului Râmnicu Vâlcea

Stema municipiului Râmnicu Vâlcea a fost adoptată în 1999. Aceasta se compune dintr-un scut tăiat în bandă, dotat cu șef. În primul cartier, pe roșu, s-a repartizat un zid de argint crenelat, pe care broșează o carte deschisă, naturală; în interiorul zidului se află un turn de biserică.
În al doilea cartier, pe azur, cinci stele de aur dispuse trei sus și două jos. În șef, pe albastru, o căruță cu surugiu și două perechi de cai, totul de argint. Scutul este, timbrat de o coroană murală de argint, formată din șapte turnuri crenelate. 
Semnificația elementelor însumate:
- Stelele simbolizează energia electrică și industriile aflate pe teritoriul municipiului;
- Căruța amintește tradiționalul poștalion care făcea legătura între Țara Românească și Transilvania;
- Construcția evocă Episcopia Râmnicului și Noului Severin existentă aici;
- Cartea deschisă face aluzie la tipografia care a funcționat la Râmnic între 1705 și 1830.